# Горнечел
Горнечел (рум. Gornăcel) — село у повіті Горж в Румунії. Входить до складу комуни Скела.
Село розташоване на відстані 231 км на захід від Бухареста, 16 км на північ від Тиргу-Жіу, 101 км на північ від Крайови.

## Населення
За даними перепису населення 2002 року у селі проживали 706 осіб, з них 702 особи (99,4%) румунів. Усі жителі села рідною мовою назвали румунську.